# ألم الركبة

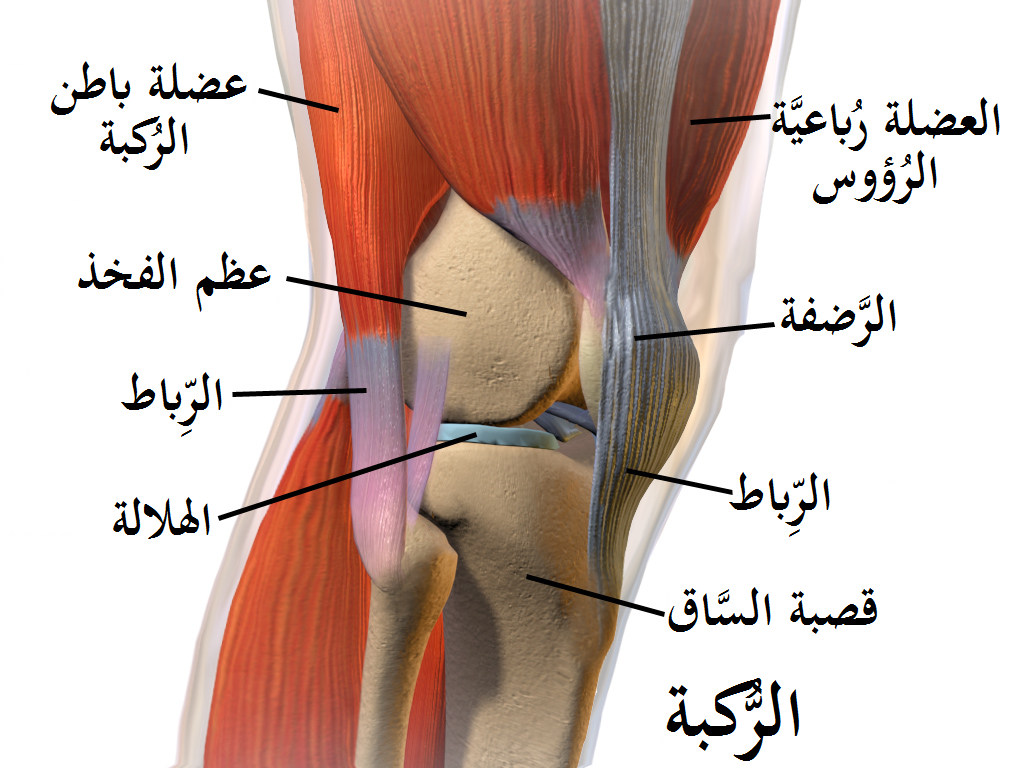

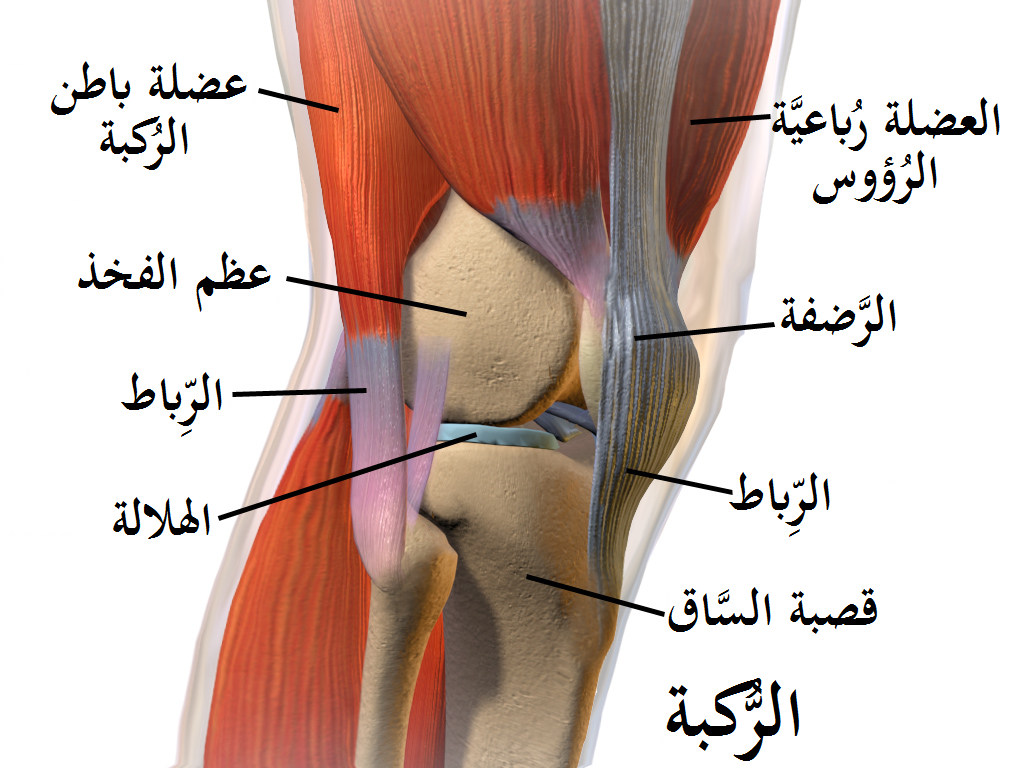

ألم الركبة هو ألم في الركبة أو ما حولها.
تتكون الركبة من مفصل وأربعة عظام: عظم الفخذ وعظم الظنبوب وعظم الشظية والرضفة. هناك أربعة أحياز للركبة، وهي الحيّز الأنسي والوحشي الظنبوبي الفخذي، والحيّز الرضفي الفخذي والمفصل الظنبوبي الشظوي. ويمكن أن تتضرر كل من هذه المكونات نتيجة الإجهاد المتكرر أو الإصابة أو المرض.
يمكن أن يسبب الجري لمسافات طويلة ألمًا في مفصل الركبة، فهو تمرين ذو تأثير عال.

## الأسباب

### الإصابات
تشمل بعض الإصابات الشائعة ما يلي:
- التواء المفصل (التواء في الرباط).
  - الرباط الجانبي الأنسي.
  - الرباط الجانبي الشظوي.
  - رباط صليبي أمامي.
  - رباط صليبي خلفي.
- تمزق الغضروف الهلالي.[1]
  - الغضروف الإنسي.
  - الهلالة الوحشية.
- الإجهاد (إصابة)، (الشد العضلي).
  - العضلة رباعية الرؤوس.
  - عضلات باطن الركبة.
  - العضلة المأبضية.
  - الرباط الرضفي.
  - وتر الركبة.
  - الوتر المأبضي.
- تدمي المفصل - يميل تدمي المفصل إلى التطور خلال فترة قصيرة نسبيًا بعد الإصابة، من عدة دقائق إلى بضع ساعات. [2]

### الكسور
- كسر الفخذ.
- كسر الساق.
- كسر الرضفة. [1]

### الأمراض
تسبب بعض الأمراض آلامًا في الركبة، وهي:
- الفصال العظمي.[1]
- تلين غضروف الرضفة.
- كيسة بيكر.
- التكيس الغضروفي الخارجي.
- الهلالة القرصاوية.
- داء أوزغود-شلاتر.[1]
- التهاب المفاصل الروماتويدي في الركبة.[1]
- التهاب العظم والغضروف السالخ.[1]
- الأورام.
- التهاب الفقار القسطي/ اللاصق.
- التهاب المفاصل التفاعلي.
- السل.
- التهاب المفاصل الإنتاني (التهاب المفاصل القيحي).
- التهاب العظم والنقي.
- الهيموفيليا.
- النقرس (التهاب المفاصل النقرسي).
- الورم العصبي. [1]

### الالتهابات
- التهاب الجراب في الركبة.
  - التهاب الجراب أمام الرضفة - أو ما يُسمّى ب مرض ركبة الخادمات (الأكثر شيوعًا).
  - التهاب الجراب تحت الرضفة - ركبة رجل الدين.
  - التهاب الجراب في العضلة الغشائية.
- التهاب الأوتار.[1]
  - التهاب الأوتار الرضفي.
  - التهاب أوتار عضلات باطن الركبة.
  - التهاب الأوتار المأبضي.
- التهاب الغشاء الزلالي في الركبة.

### التشوهات
تشمل التشوهات الشائعة في الركبة ما يلي:
- الرضفة الثنائية (الرضفة المكونة من قسمين).
- الركبة الفحجاء.
- الركبة الروحاء.
- تشوه الركبة المثنية.

### المتلازمات
- متلازمة الألم الفخذي الرضفي.[1]
- متلازمة بليكا.[1]
- متلازمة السبيل الحرقفي الظنبوبي.[1]
- متلازمة هوفا.[1]
- متلازمة فرط الحركة المفصلي.

### الخلوع
- خلع الرضفة.
- خلع مفصل الركبة.

### درجة الحرارة الباردة
يعد ألم الركبة أكثر شيوعًا عند الأشخاص الذين يعملون في البرد عن أولئك الذين يعملون في درجة الحرارة العادية. قد يكون ألم الركبة الناجم عن البرد ناتجًا أيضًا عن التهاب زليل الوتر في الأوتار ما حول الركبة، إذ يكون للتعرض للبرد دور محدد، إما كعامل مسبب أو كعامل مساعد. أُبلغ عن التهاب المفاصل الصريح عند الأطفال بسبب قضمة الصقيع نتيجة البرد القارس والذي يسبب إصابة الخلية الغضروفية مباشرةً.
يوجد أيضًا اضطراب جيني وهو شرى البرد (إف سي إيه إس)، والذي غالبًا ما يتميز بألم في الركبة، بالإضافة إلى الشرى والحمى والألم في المفاصل الأخرى، بعد التعرض العام للبرد. 

### ألم الركبة الناتج عن الحركة الجسدية القليلة
إن انخفاض مستوى النشاط البدني وبيئة العمل التي تتطلب من المرء الجلوس على كرسي خلال عمله هو أحد أسباب الإصابة بألم مفصل الركبة، إذ تميل درجة الحركة البدنية المنخفضة إلى إضعاف عضلات الركبة. ويمكن أن تتأثر الأوعية الدموية أيضًا، ما يؤدي إلى تطور حالات صحية مؤلمة.
ومع تقدم العمر، تصبح حركة مفصل الركبة أكثر احتكاكًا مع الأنسجة المجاورة والغضاريف.

## التشخيص
يجب تجنب التصوير بالرنين المغناطيسي لألم الركبة دون وجود أعراض أو انصباب، إلا إذا كانت نتائج العلاج ببرنامج إعادة التأهيل الوظيفي غير ناجحة.
وفي بعض الأمراض، مثل الفصال العظمي، لا يمكن للتصوير بالرنين المغناطيسي أن يؤكد التشخيص.